# Ugnouas
Ugnouas (okzitanisch: Unhoans) ist eine französische Gemeinde mit 86 Einwohnern (Stand: 1. Januar 2022) im Département Hautes-Pyrénées in der Region Okzitanien (bis 2015 Midi-Pyrénées). Sie gehört zum Arrondissement Tarbes und zum Gemeindeverband Adour Madiran. Die Bewohner nennen sich Ugnouasais.

## Geografie
Die Gemeinde Ugnouas liegt am Fluss Adour in der Mitte der historischen Landschaft der Gascogne und nordwestlich des Plateaus von Lannemezan, etwa zwölf Kilometer nördlich von Tarbes und 40 Kilometer östlich von Pau. Die mit 157 ha Fläche ungewöhnlich kleine Gemeinde erstreckt sich vom rechten Adourufer über eine fruchtbare Ackerbaulandschaft etwa 1500 m nach Osten. Ein kleiner Streifen Auwald am linken Adourufer gehört ebenfalls zur Gemeinde. Das Gelände im Gemeindegebiet ist fast tischeben auf etwa 240 Metern über dem Meer. Umgeben wird Ugnouas von den Nachbargemeinden Bazillac im Norden, Tostat im Osten und Süden sowie Villenave-près-Marsac im Westen.

## Ortsname
Das Dorf wird erstmals im Jahr 1313 als de Hunhuas in einer Urkunde erwähnt. Der Ortsname entwickelte sich über de Unhoannio (lateinisch, 1342), de Unhoanis, (1379), Vnhoas, Unhoas und Hunhoas (1429) sowie Ugnoas (1760) zum seit 1769 in einem Gemeinderegister verwendeten und bis heute gebräuchlichen Ugnouas.

## Bevölkerungsentwicklung
| Jahr                       | 1962 | 1968 | 1975 | 1982 | 1990 | 1999 | 2006 | 2013 | 2022 |
| -------------------------- | ---- | ---- | ---- | ---- | ---- | ---- | ---- | ---- | ---- |
| Einwohner                  | 69   | 52   | 47   | 57   | 64   | 73   | 75   | 72   | 86   |
| Quellen: Cassini und INSEE |      |      |      |      |      |      |      |      |      |

In den Jahren 1831 und 1866 wurden mit jeweils 98 Bewohnern die bisher höchsten Einwohnerzahl en ermittelt. Die Zahlen basieren auf den Daten von cassini.ehess und INSEE.

## Sehenswürdigkeiten

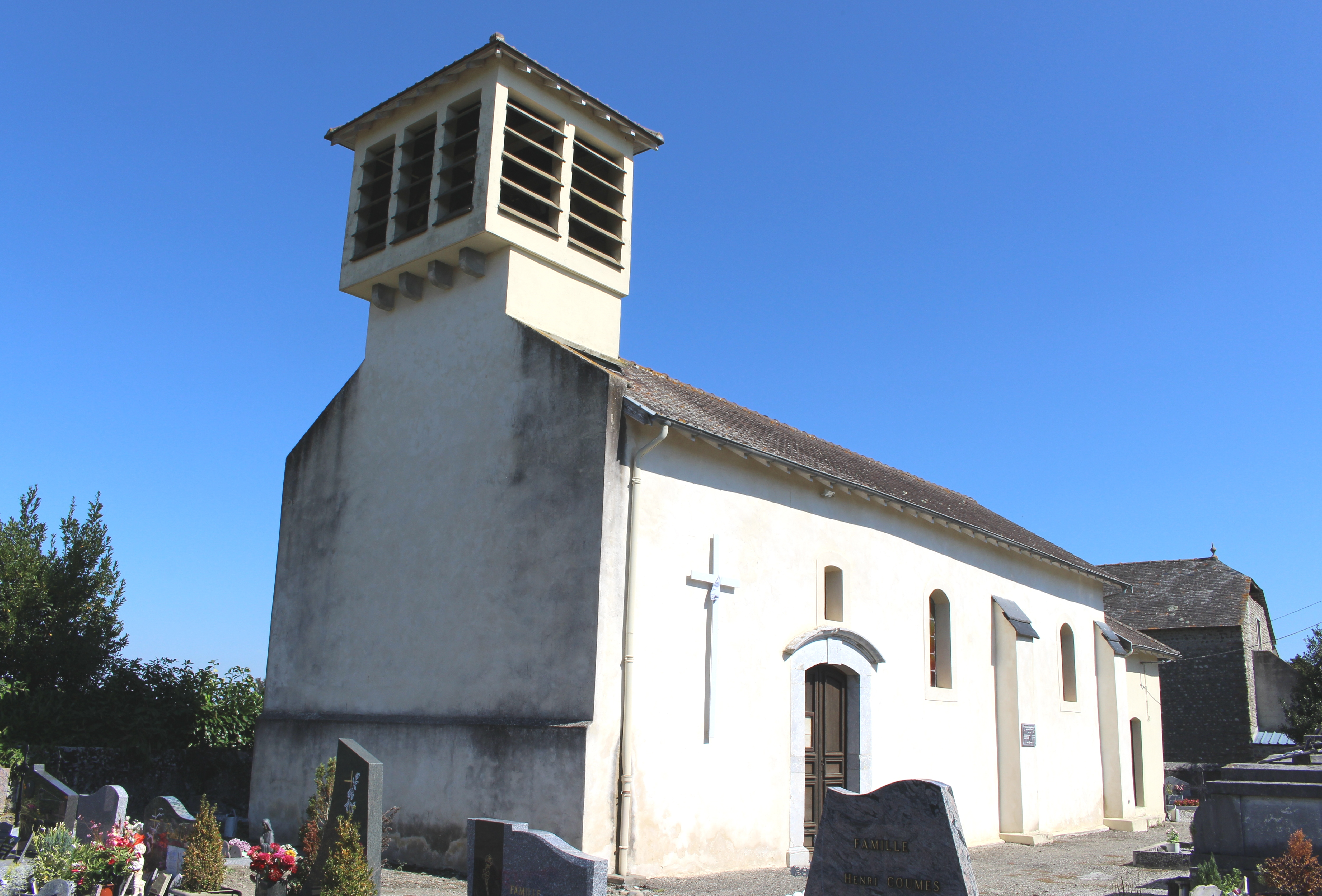
Kirche Saint-Orens
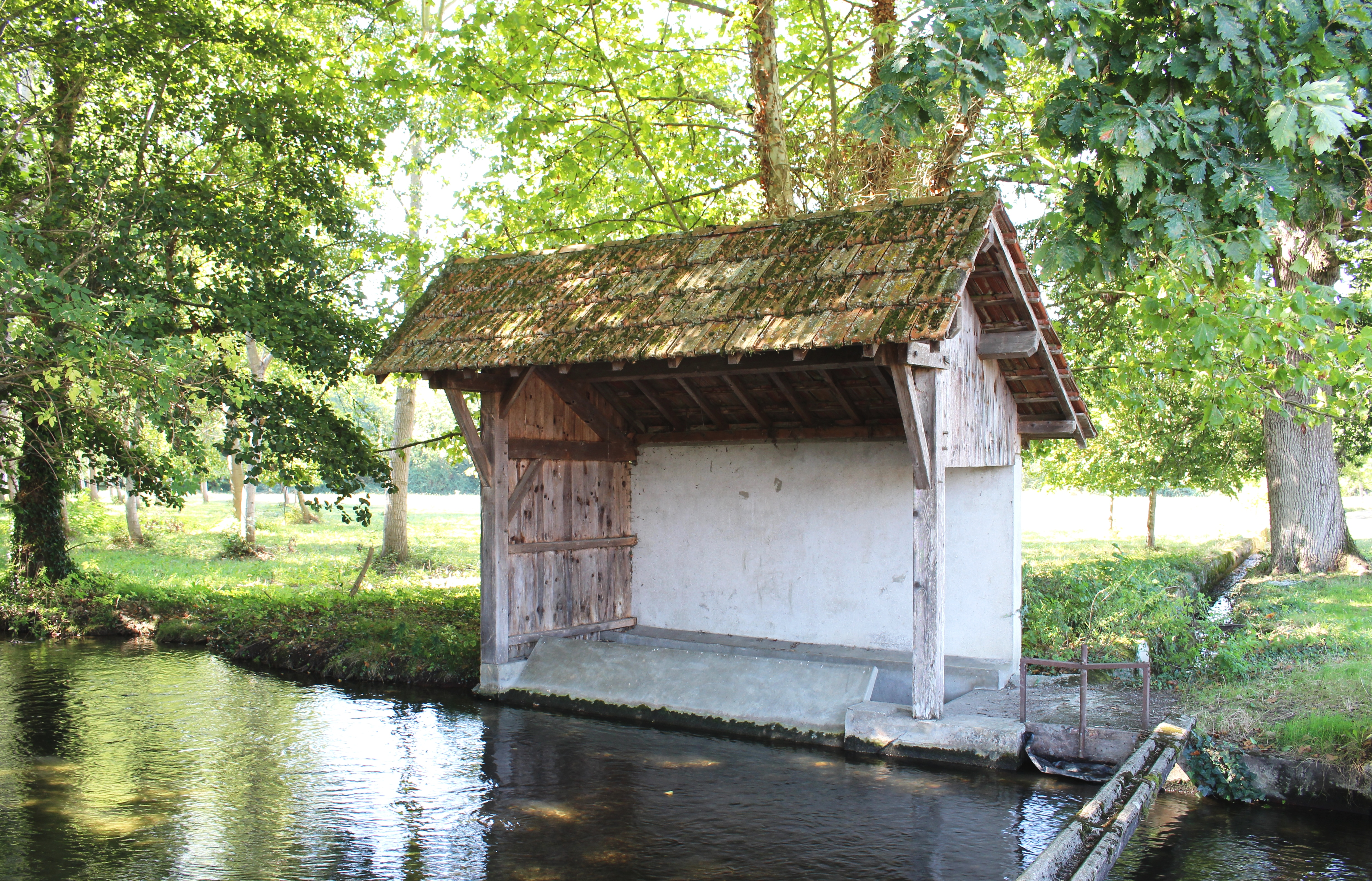
Wegkreuz an der Straße nach Escondeaux
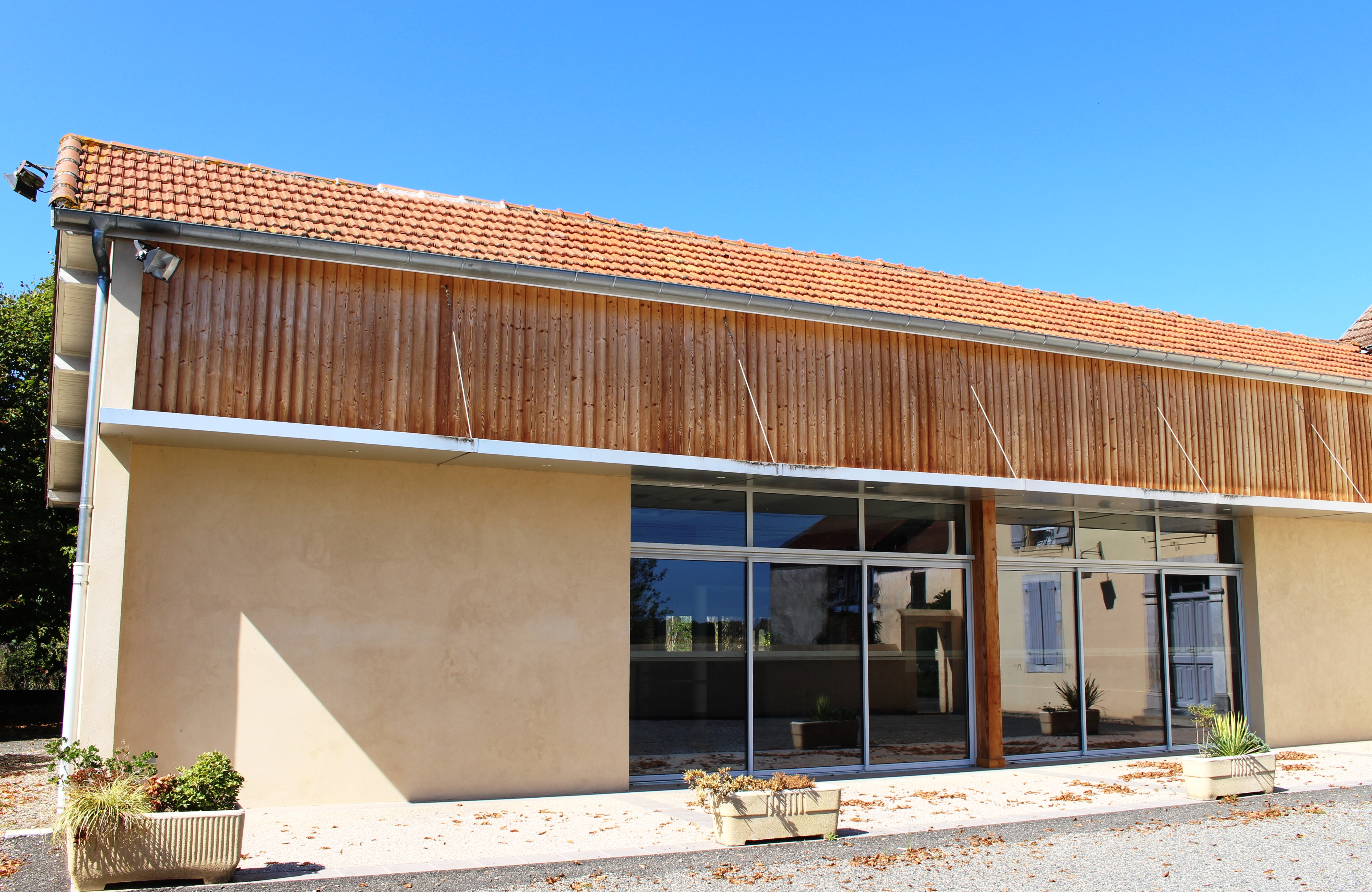
Lavoir

- Kirche Saint-Orens
- Lavoir
- Gemeindefestsaal

## Wirtschaft und Infrastruktur
In der Gemeinde Ugnouas sind sieben Landwirtschaftsbetriebe ansässig (Getreideanbau und Geflügelzucht).
Ugnouas liegt an der Fernstraße D8, die von Tarbes nach Liac führt. Im zwölf Kilometer entfernten Tarbes besteht ein Anschluss an die Autoroute A64.

## Belege
1. ↑  Dictionnaire toponymique des communes des Hautes-Pyrénées von Michel Grosclaude und Jean-François Le Nail
2. ↑  Ugnouas auf cassini.ehess
3. ↑  Ugnouas auf INSEE
4. ↑  Landwirtschaftsbetriebe auf annuaire-mairie.fr (französisch)